# Propagátor
A kvantummechanikában és a kvantumtérelméletben a propagátor a hullámfüggvény időfejlődéséhez kapcsolódik. A propagátor egy részecskének egyik helyről a másikra való – adott idő alatti – mozgásának, vagy bizonyos energiával és impulzussal való mozgásnak az amplitúdóját adja meg. Fogalma szorosan kapcsolódik az időfejlesztő operátorához és a Green-függvényhez.

## A propagátorok matematikája
Tekintsünk egy tetszőleges {\displaystyle |\psi \rangle } állapotot a t időpontban. Ekkor t'-beli állapotot a {\displaystyle U(t,t')|\psi \rangle } vektor fogja leírni, ahol a {\displaystyle U(t,t')} a t-ből t'-be való időfejlődés unitér operátora. Amennyiben a rendszer invariáns az időeltolásra (azaz az energiája megmarad), akkor {\displaystyle U(t,t')=U(|t'-t|)}.
A propagátor és az időfejlesztő operátor kapcsolata következő:
Tekintsük a következő nemrelativisztikus disztribúció-értelemben vett egyenletet:
{\displaystyle \left(H_{x}-i\hbar {\frac {\partial }{\partial t}}\right)K(x,t;x't')=-i\hbar \delta (x-x')\delta (t,t')}
ahol {\displaystyle H_{x}} a rendszer Hamilton-operátora koordinátareperezentációban, {\displaystyle \delta } pedig Dirac-delta. Ekkor {\displaystyle K(x,t;x't')} egyrészt a differenciálegyenlet Green-függvénye, másrészt a rendszer propagátora, mert {\displaystyle K(x,t;x't')} pontosan a részecske (x,t)→(x',t') mozgásának amplitúdóját írja le. Az egyenletből látszik, hogy amennyiben a rendszer állapota t-ben nem teljesen az x-be koncentrált, hanem tetszőleges {\displaystyle |\psi \rangle } hullámfüggvény, akkor a rendszer állapotát t'-ben a következő egyenlet definiálja:
{\displaystyle \psi (x,t)=\int _{-\infty }^{\infty }\psi (x',t')K(x,t;x',t')dx'}
ami a fentebb már említett időeltolás-invariáns esetben egy konvolúcióvá egyszerűsödik, azaz az {\displaystyle U} időfejlesztő operátor a {\displaystyle K}-val vett konvolúció operátorává válik.